# Eclipses lunares importantes en la historia

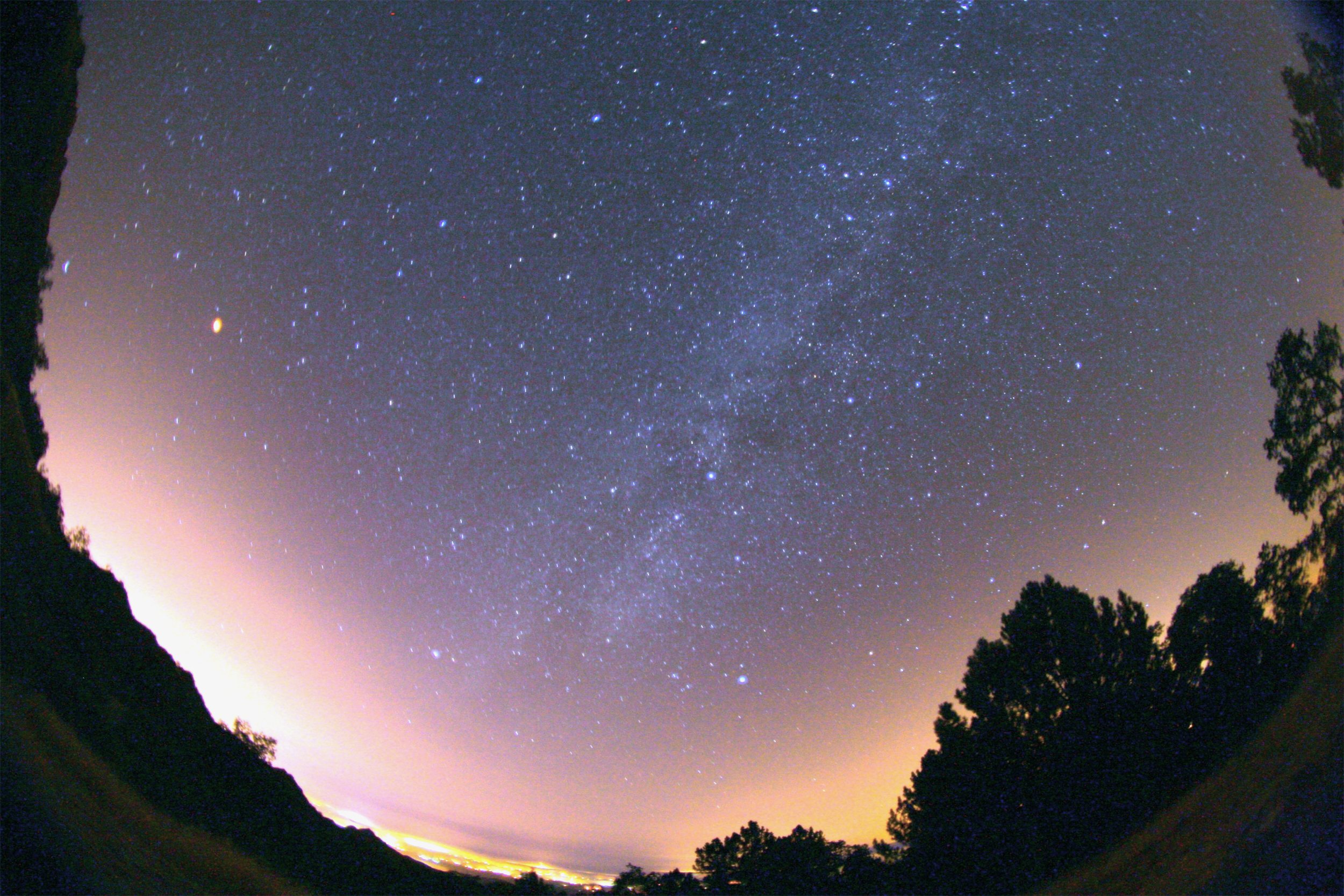
Durante un eclipse lunar total, esta vista de la mayor parte del cielo muestra tanto la Vía Láctea como la Luna a la izquierda de la imagen.

Los eclipses lunares importantes históricamente son eclipses de la Luna que se mencionan en relatos históricos en relación con un evento significativo. Los eclipses lunares son eventos algo raros, aunque no tan raros como los eclipses solares, porque a diferencia de los eclipses solares, se pueden ver desde cualquier lugar del lado oscuro de la Tierra. A lo largo de la historia, se ha considerado que los eclipses lunares son responsables de las batallas perdidas y han ayudado a hacer posibles escapes extraordinarios.

## 29 de enero de 1137 a.C.
La primera mención de un eclipse lunar se encuentra en el libro chino Zhou-Shu, un libro de la dinastía Zhou. El libro fue descubierto en 280 d. C., en la tumba de un rey o noble. El eclipse mencionado en este libro tuvo lugar muchos siglos antes de esa época. El profesor S.M. Russell cree que el eclipse descrito en el libro puede referirse al evento que ocurrió el 29 de enero de 1137 a. C. (-1136).

## 9 de octubre de 425 a.C.
Cuando aun no se entendía la naturaleza de los eclipses, a menudo, estos eran asociados con fuerzas sobrenaturales. Las brujas de la región griega de Tesalia afirmaban tener la capacidad de extinguir la luz de la Luna y bajarla del cielo. En su famosa comedia Las nubes (419 a. C.), Aristófanes describe el eclipse que tuvo lugar dos años antes.

la luna abandonó su rumbo y el sol en seguida veló su rayo amenazador, ya no para darte luz, si Cleon se hacía general...

## 28 de agosto de 413 a.C.
Este eclipse ocurrió durante la Segunda Batalla de Siracusa. Justo cuando los atenienses se preparaban para zarpar de regreso a casa, hubo un eclipse lunar y Nicias, descrito por Tucídides como un hombre particularmente supersticioso, preguntó a los sacerdotes qué debía hacer. Los sacerdotes sugirieron que los atenienses esperaran otros 27 días y Nicias estuvo de acuerdo. Los siracusanos se aprovecharon de esto y 76 de sus barcos atacaron 86 barcos atenienses en el puerto. Los atenienses fueron derrotados y Eurimedonte murió. Muchos de los barcos fueron empujados a la orilla, donde Gilipo los esperaba. Mató a algunas de las tripulaciones y capturó 18 barcos varados, pero una fuerza de atenienses y etruscos obligó a Gilipo a retroceder. Plutarco describió este eclipse y la respuesta supersticiosa:

Y cuando todos estaban preparados, y ninguno de los enemigos los había observado, sin esperar tal cosa, la luna se eclipsó en la noche, para gran espanto de Nicias y otros, quienes, por falta de experiencia, o por superstición , sintió alarma ante tales apariciones.

## 22 de mayo de 1453
Este eclipse parcial de luna se vio durante la caída de Constantinopla (la toma de la capital del Imperio bizantino), durante el asedio que duró desde el jueves 5 de abril de 1453 hasta el martes 29 de mayo de 1453), tras lo cual la ciudad cayó en manos de los otomanos. Se consideró que el eclipse lunar estaba cumpliendo una profecía sobre la desaparición de la ciudad. Se dice que tuvo lugar una luna de sangre durante el eclipse.

## 1 de marzo de 1504

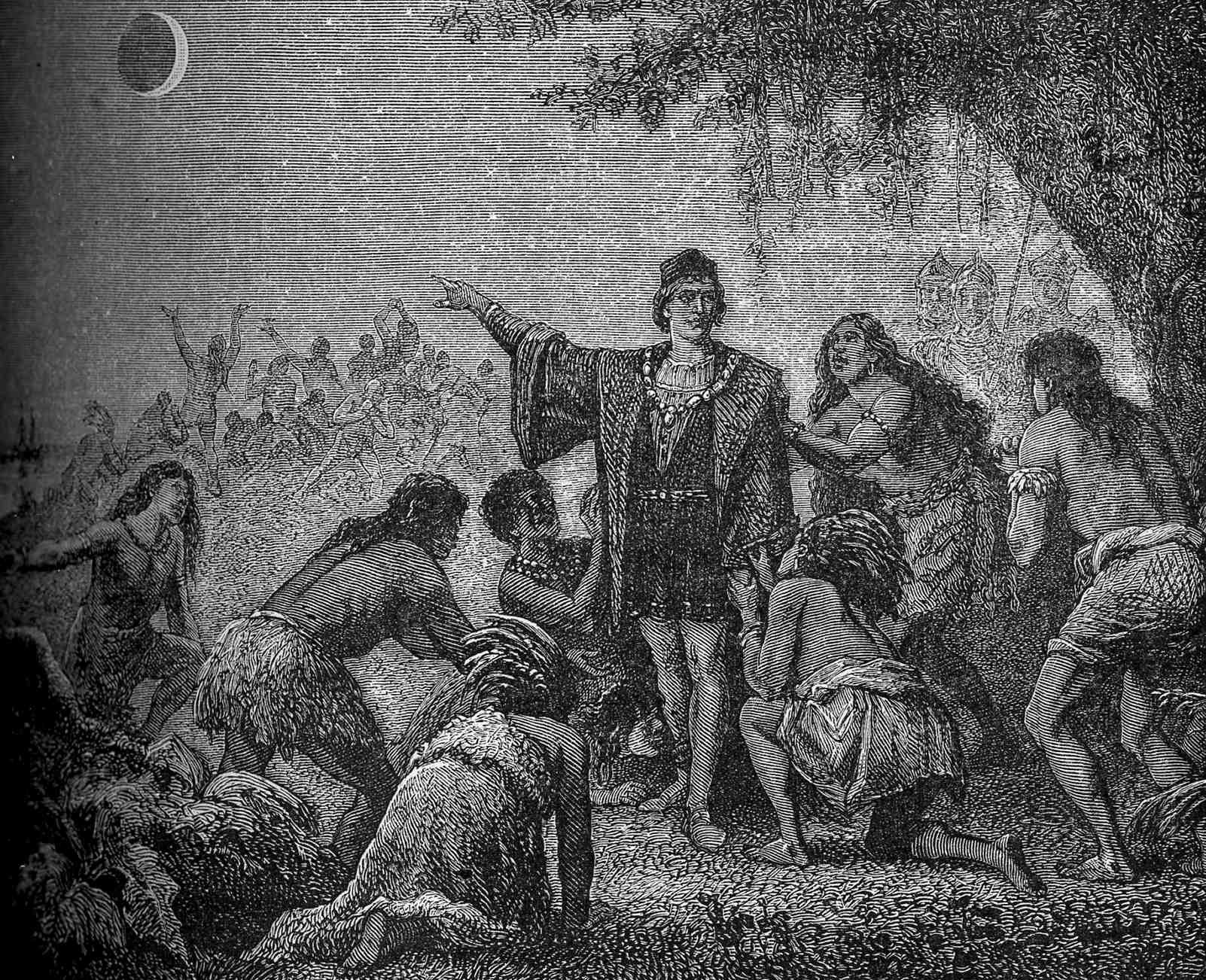
Ilustración de Colón usando un eclipse lunar para impresionar a los pueblos indígenas de Jamaica. De Astronomie Populaire 1879, p 231 fig. 86

El 30 de junio de 1503, Cristóbal Colón encalló sus dos últimas carabelas y quedó varado en Jamaica. Los indígenas de la isla dieron la bienvenida a Colón y su tripulación y los alimentaron, pero los marineros de Colón engañaron y robaron a los nativos. Después de seis meses, los nativos detuvieron el suministro de alimentos. 
Colón tenía a bordo un almanaque escrito por Regiomontano, en este se encontraban tablas astronómicas de los años de 1475 a 1506; al consultar el libro, notó la fecha y la hora del eclipse lunar próximo , y así uso esta información a su favor. Solicitó una reunión para ese día con el cacique y le dijo que su dios estaba enojado con el trato que la gente local le daba a Colón y sus hombres. Colón dijo que su dios proporcionaría una clara señal de su disgusto al hacer que la luna llena pareciera "inflamada de ira".
El eclipse lunar y la luna roja aparecieron según lo programado, y los indígenas quedaron impresionados y asustados. El hijo de Colón, Fernando, escribió que la gente:

con grandes aullidos y lamentos llegaron corriendo de todas direcciones a los barcos cargados de provisiones, rogando al almirante que intercediera ante su dios en su nombre...

Colón calculó la duración del eclipse con su reloj de arena, y poco antes de que terminara por completo después de 48 minutos, le dijo a los asustados indígenas que iban a ser perdonados. Cuando la Luna comenzó a reaparecer de la sombra de la Tierra, les dijo que su dios los había perdonado.

### Variaciones ficticias
En 1885, H. Rider Haggard utilizó una versión alterada de la historia real del rescate de Colón en su novela, Las minas del rey Salomón. En esa novela, Allan Quatermain y sus compatriotas ingleses utilizan su conocimiento previo de un eclipse solar para afirmar que apagarán el sol como prueba de sus poderes y salvar a las niñas cautivas de una sentencia de muerte injusta.
En 1889, Mark Twain utilizó una trama similar en su novela, Un yanqui en la corte del rey Arturo. En esa novela, Hank Morgan, un residente del siglo XIX en Hartford, Connecticut, después de un golpe en la cabeza, se despierta para encontrarse inexplicablemente transportado en el tiempo a la Inglaterra medieval en la época del legendario Rey Arturo. Cuando Morgan está a punto de ser quemado en la hoguera, finge conjurar un eclipse solar que sabía que estaba a punto de ocurrir; esta predicción salva la vida de Morgan. 
Otra novela que utilizó una escena de eclipse solar inspirada en el eclipse lunar de Colón fue la novela histórica de Bolesław Prus, El Faraón.
Una trama similar también aparece en el cómic El templo del Sol de Las aventuras de Tintín.

## 15 de julio de 1916

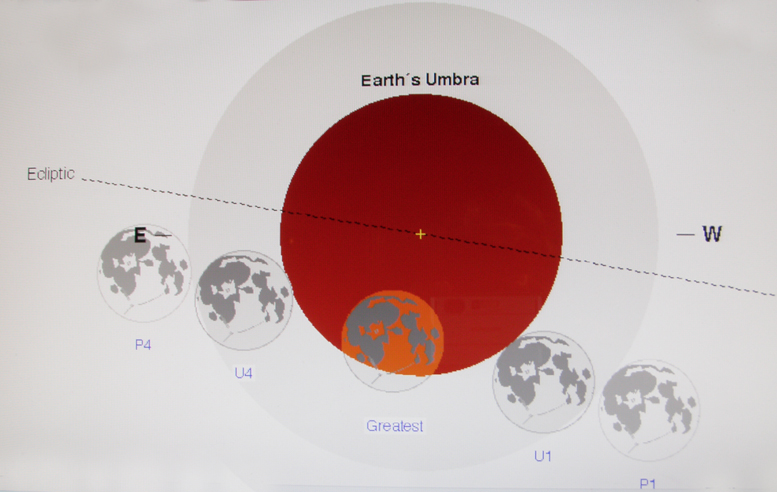
La trayectoria del eclipse lunar del 15 de julio de 1916

El equipo del mar de Ross fue un componente de la Expedición Imperial Transantártica de Sir Ernest Shackleton de 1914-17. Cinco hombres quedaron varados no muy lejos del cabo Evans. Para llegar a cabaña del cabo Evans, tendrían que cruzar la banquisa. El 8 de mayo, dos de los hombres, Aeneas Mackintosh y Victor Hayward, decidieron intentar llegar a la cabaña. Poco después se lanzaron a una tormenta de nieve. Cuando el clima se aclaró, los hombres restantes trataron de buscarlos, pero se dieron cuenta de que el hielo era demasiado delgado para cruzar y que sus amigos se habían perdido. Ahora sabían que debían esperar un hielo más espeso y la luna llena para intentar cruzar. Tener luna llena era esencial, porque durante la noche polar la Luna es la única fuente de luz natural además de la luz extremadamente tenue de las estrellas.El clima no cooperó durante la luna llena de junio, pero el 15 de julio, todo parecía ir bien: clima tranquilo, hielo espeso, cielos despejados y luna llena. Los hombres comenzaron su viaje por la mañana. Sin embargo, cuando salió la Luna, los hombres se sorprendieron al descubrir que estaba a punto de ser eclipsada. Ernest Wild escribió más tarde:

"Pensé que nos iban a dejar en la oscuridad, pero quedaba una pequeña parte para iluminarnos ..."

Aunque el eclipse continuó durante unas horas, los hombres tuvieron suerte porque solo fue un eclipse parcial. Llegaron al cabo Evans más tarde el mismo día.